# Kleine feetiran
De kleine feetiran ( Empidonax minimus ) is een zangvogel uit de familie Tyrannidae (Tirannen).

## Kenmerken
Het verenkleed is grijsbruin met witte randen aan de vleugels. De keel is lichter en rond de ogen heeft de vogel een witte oogring. De lichaamslengte bedraagt 12,5 tot 14,5 cm.

## Leefwijze
Zijn voedsel bestaat voornamelijk uit insecten, die hij vanaf een hoge zitplaats bejaagt.

## Voortplanting
Het komvormige nest ziet er tamelijk broos uit en wordt gebouwd in een takvork.

## Verspreiding en leefgebied
Deze vogel broedt van westelijk tot zuidoostelijk Canada en in de noordoostelijk Verenigde Staten en overwintert van Mexico tot Panama. Hij is de eerste van zijn soort die noordwaarts trekt en verlaat als laatste zijn broedgebied.

## Status
De grootte van de populatie is in 2019 geschat op 27 miljoen volwassen vogels. Op de Rode lijst van de IUCN heeft deze soort de status niet bedreigd.